# Palaquium polyanthum
Palaquium polyanthum är en tvåhjärtbladig växtart som först beskrevs av Nathaniel Wallich och George Don jr, och fick sitt nu gällande namn av Henri Ernest Baillon. Palaquium polyanthum ingår i släktet Palaquium och familjen Sapotaceae. Inga underarter finns listade i Catalogue of Life.